# Михайловский сквер
Михайловский сквер (бел. Міхайлаўскі сквер) — сквер в Минске. Находится между улицами Ленинградской, Свердлова, Кирова и Михайловским переулком.
Находится на территории Октябрьского района Минска, у границ Московского и Ленинского районов.

## История
Сквер возле Виленской ярмарки был заложен в 1925 году. В 1934 году переименован в Михайловский сквер. В 1998 году открыт после реконструкции.

## Достопримечательности
Парк известен благодаря установленным в нём скульптурным группам «Девочка с зонтиком» (в память о трагедии 30 мая 1999 года), «Незнакомка», «Курильщик» В. И. Жбанова.